# Phố Myanmar Trung Hòa
Phố Myanmar Trung Hòa (tiếng Trung: 中和緬甸街; bính âm: Zhōnghé Miǎndiàn Jiē) là tên một khu vực dọc theo phố Hoa Tân (tiếng Trung: 華新街; bính âm: Huáxīn Jiē) ở Trung Hòa, Tân Bắc, Đài Loan.

## Lịch sử
Trong suốt thập niên 1980, nhiều hậu duệ của Quân đội Trung Hoa Dân Quốc đã rời bỏ Myanmar và Thái Lan di cư đến Đài Loan mong tìm kiếm một cuộc sống tốt đẹp hơn. Nhiều người trong số họ chọn định cư ở Trung Hòa quanh khu vực đường phố này. Cha ông họ đa phần đều là binh lính đóng quân ở miền nam Trung Quốc vẫn ở lại đất nước này sau khi kết thúc cuộc Nội chiến Trung Quốc và Cộng hòa Nhân dân Trung Hoa được thành lập vào năm 1949. Trước khi cùng đám tàn quân bỏ chạy sang Đài Loan, Tưởng Giới Thạch đã kêu gọi những người lính này hãy cứ lưu lại đây chờ lệnh phản công Quân Giải phóng Nhân dân nhằm tái chiếm đại lục trong tương lai. Vì việc này chẳng bao giờ xảy ra nữa nên có một số binh sĩ đã phải di cư đến Myanmar (về sau là một phần của Ấn Độ thuộc Anh) và Thái Lan, và một số khác còn hồi hương về tận Đài Loan, với hàng nghìn người nữa sẽ đặt chân đến hòn đảo này trong những thập kỷ tiếp theo.

## Kiến trúc
Có một vài ngôi chùa nhỏ của người Miến Điện dọc theo đường phố này.

## Nhân khẩu
Ước tính có khoảng 40.000 kiều dân Miến Điện cư trú quanh khu vực đường phố. Đây là cộng đồng người Hoa gốc Miến lớn nhất bên ngoài lãnh thổ Myanmar.

## Kinh doanh
Đường phố này có rất nhiều nhà hàng ẩm thực Myanmar.

## Hình ảnh
- Tiệm bán đồ ăn Miến Điện ở phố Hoa Tân
- Cửa hàng tạp hóa Miến Điện "Manthiri"
- Bảng hiệu song ngữ Trung - Miến
- Bảng hiệu song ngữ Trung - Miến (2)
- Món ăn truyền thống "Mohinga" của Myanmar

## Hoạt động
Đường phố là nơi tổ chức lễ hội té nước Thingyan hàng năm.

## Giao thông
Khu vực này có thể đến được trong khoảng cách đi bộ về phía nam từ nhà ga Nam Thế Giác của tuyến Tàu điện ngầm Đài Bắc.